# Communauté de communes Cluses-Arve et Montagnes
La communauté de communes Cluses-Arve et Montagnes (2CCAM) est une communauté de communes française du département de la Haute-Savoie.

## Géographie
La communauté de communes se situe autour de l'agglomération de Cluses dans la vallée de l'Arve, entre les massifs des Aravis et du Giffre. Son altitude varie entre 464 mètres à Marnaz et 2 749 mètres sur la commune du Reposoir.

## Histoire
La communauté de communes Cluses-Arve et Montagnes (2ccam) a été créée par arrêté préfectoral du 16 juillet 2012. Elle succède au SIVOM de Cluses qui existe toujours mais regroupant en 2018 quatre EPCI dont la 2CCAM avec des compétences optionnelles (tri des déchets, traitement des déchets et assainissement des eaux usées).

## Composition
La communauté de communes est composée des 10 communes suivantes :

| Nom               | Code Insee | Gentilé      | Superficie (km2) | Population (dernière pop. légale) | Densité (hab./km2) |
| ----------------- | ---------- | ------------ | ---------------- | --------------------------------- | ------------------ |
| Cluses (siège)    | 74081      | Clusiens     | 10,46            | 17 366 (2022)                     | 1 660              |
| Arâches-la-Frasse | 74014      | Arâchois     | 37,69            | 1 777 (2022)                      | 47                 |
| Magland           | 74159      | Maglanchards | 40,32            | 3 242 (2022)                      | 80                 |
| Marnaz            | 74169      | Marnerots    | 9,02             | 5 920 (2022)                      | 656                |
| Mont-Saxonnex     | 74189      | Dumonts      | 26,28            | 1 637 (2022)                      | 62                 |
| Nancy-sur-Cluses  | 74196      | Nancherots   | 14,22            | 466 (2022)                        | 33                 |
| Le Reposoir       | 74221      | Reposerands  | 37,36            | 559 (2022)                        | 15                 |
| Saint-Sigismond   | 74252      | Matondus     | 7,92             | 649 (2022)                        | 82                 |
| Scionzier         | 74264      | Chonverots   | 10,62            | 9 074 (2022)                      | 854                |
| Thyez             | 74278      | Thylons      | 9,81             | 6 344 (2022)                      | 647                |

## Démographie

### Population
La population de la communauté de communes est en augmentation depuis 1968, en passant de 25 560 en 1968 à 46 162 habitants en 2019, soit une augmentation de 80 %.
| 1968   | 1975   | 1982   | 1990   | 1999   | 2006   | 2008   | 2011   | 2013   |
| ------ | ------ | ------ | ------ | ------ | ------ | ------ | ------ | ------ |
| 25 560 | 29 663 | 32 572 | 36 467 | 40 139 | 42 587 | 43 752 | 43 895 | 44 810 |

| 2016   | 2019   | - | - | - | - | - | - | - |
| ------ | ------ | - | - | - | - | - | - | - |
| 45 873 | 46 162 | - | - | - | - | - | - | - |

### Pyramide des âges
| Hommes | Classe d’âge   | Femmes |
| ------ | -------------- | ------ |
| 4 799  | 0 à 14 ans     | 4 465  |
| 4 104  | 15 à 29 ans    | 3 750  |
| 4 904  | 30 à 44 ans    | 4 688  |
| 4 985  | 45 à 59 ans    | 4 738  |
| 3 119  | 60 à 74 ans    | 3 342  |
| 1 164  | 75 à 89 ans    | 1 729  |
| 92     | 90 ans ou plus | 282    |

| Hommes | Classe d’âge   | Femmes |
| ------ | -------------- | ------ |
| 81 052 | 0 à 14 ans     | 76 729 |
| 71 206 | 15 à 29 ans    | 66 719 |
| 87 970 | 30 à 44 ans    | 88 995 |
| 84 456 | 45 à 59 ans    | 85 417 |
| 57 038 | 60 à 74 ans    | 63 451 |
| 22 662 | 75 à 89 ans    | 32 552 |
| 2 101  | 90 ans ou plus | 5 747  |

## Politique et administration

### Statut
Le regroupement de communes a pris la forme d’une communauté de communes. L’intercommunalité est enregistrée au répertoire des entreprises sous le code SIREN 200 033 116. Son activité est enregistrée sous le code APE 8411Z

### Tendances politiques
| Commune           | Maire               | Nuance politique | Nuance politique |
| ----------------- | ------------------- | ---------------- | ---------------- |
| Arâches-la-Frasse | Jean-Paul Constant  |                  | SE               |
| Cluses            | Jean-Philippe Mas   |                  | DVD              |
| Magland           | Johann Ravailler    |                  | SE               |
| Marnaz            | Chantal Vannson     |                  | DVD              |
| Mont-Saxonnex     | Frédéric Caul-Futy  |                  | DVD              |
| Nancy-sur-Cluses  | Alain Roux          |                  | ...              |
| Le Reposoir       | Marie-Pierre Pernat |                  | SE               |
| Saint-Sigismond   | Éric Missillier     |                  | ...              |
| Scionzier         | Sandro Pépin        |                  | DVD              |
| Thyez             | Fabrice Gyselinck   |                  | SE               |

### Liste des présidents
| Période                                  | Période                   | Identité          | Étiquette | Qualité                                        |
| ---------------------------------------- | ------------------------- | ----------------- | --------- | ---------------------------------------------- |
| novembre 2012                            | mars 2014                 | Jean-Claude Léger | UMP       | Maire de Cluses (1983-2014)                    |
| avril 2014                               | novembre 2017 (démission) | Loïc Hervé        | UDI       | Maire de Marnaz et sénateur de la Haute-Savoie |
| novembre 2017                            | juillet 2020              | Gilbert Catala    | UDI       | Maire de Thyez                                 |
| juillet 2020                             | En cours                  | Jean-Philippe Mas | DVD       | Maire de Cluses (depuis 2017)                  |
| Les données manquantes sont à compléter. |                           |                   |           |                                                |

### Conseil communautaire
À la suite de la réforme des collectivités territoriales de 2013, les conseillers communautaires dans les communes de plus de 1 000 habitants sont élus au suffrage universel direct en même temps que les conseillers municipaux. Dans les communes de moins de 1 000 habitants, les conseillers communautaires seront désignés parmi le conseil municipal élu dans l'ordre du tableau des conseillers municipaux en commençant par le maire puis les adjoints et enfin les conseillers municipaux. Les règles de composition des conseils communautaires ayant changé, celui-ci comptera à partir de mars 2014 quarante-cinq conseillers communautaires qui sont répartis selon la démographie : 
| Nombre de délégués | Communes                                         |
| ------------------ | ------------------------------------------------ |
| 12                 | Cluses                                           |
| 6                  | Scionzier                                        |
| 5                  | Marnaz et Thyez                                  |
| 4                  | Arâches-la-Frasse et Magland                     |
| 3                  | Mont-Saxonnex                                    |
| 2                  | Nancy-sur-Cluses, Le Reposoir et Saint-Sigismond |

### Bureau
Le conseil communautaire est composé de 45 membres qui élisent un président et 10 vice-présidents. Ces derniers, avec d'autres membres du conseil communautaire, constituent le bureau. Le conseil communautaire délègue une partie de ses compétences au bureau et au président. 

### Compétences
La communauté de communes exerce deux compétences obligatoires intéressant l'ensemble de la communauté  que sont :
- Les actions de développement économique
- L’aménagement du territoire

Elle exerce également des compétences « optionnelles » que sont :
- La protection et mise en valeur de l'environnement (comme la lutte contre les décharges sauvages, valorisation des déchets ménagers, balisage et entretien des sentiers, etc.)
- La création ou aménagement et entretien de voirie d'intérêt communautaire (l’entretien des voies communales, curage des fossés, salage, etc.)
- La construction, entretien et fonctionnement d’équipements culturels et sportifs et d’équipements de l’enseignement préélémentaire et élémentaire
- La politique du logement et du cadre de vie (comme le soutien aux logements sociaux)
- Les actions sociales

Et enfin des compétences « facultatives », que sont la gestion des transports publics (transports scolaires, TAD, etc. à travers le réseau Arv'i notamment)

### Identité visuelle
| Logotype de la Communauté de communes Cluses-Arve et Montagnes. | La Communauté de communes Cluses-Arve et Montagnes s'est dotée d’un logotype. |

## Pour approfondir